# 西澳大学
西澳大学（英語：The University of Western Australia）1911年創校，澳洲著名高等學府，位於澳大利亚聯邦西澳大利亚州的首府珀斯，同時也是西澳第一所大學，加上特殊的沙岩建築和壯觀的植物園，在澳洲被歸為6所砂岩學府（Sandstone universities）之一。
西澳大学自創校以來，一直是澳洲具歷史和代表性的研究型學府之一，在眾多權威的大學排名中均在世界前100名。同時也是澳大利亞最享有盛譽的澳洲八大名校（Group of Eight）聯盟成員之一。它在各個領域中對西澳和國家發展與繁榮皆有貢獻。大學培養出澳洲總理鮑勃·霍克，五位最高法院法官，七位西澳州長及一位諾貝爾獎得主。
2008年學生總數有17,436人，研究生人數達4,199。西澳大學早期位於珀斯的商業中心區，1930年代遷往現時南區卞羅尼（Crawley）的校址。羅馬風格的建築坐落在花園般的校園內，西澳大學被譽為澳洲最美校園之一。其共設有三大校區，九大學院。

## 學術表現
在2020年US News世界大学排行榜中，西澳大学被列為全球排名第86名。而在2025年QS世界大学排名中，西澳大学位列第77名。
在2020年QS世界大學專業排名中，西澳大學採礦工程全球位列第3位，海洋科學位列世界第29位，土木與結構工程位列世界第30位。另外如化學工程、會計與金融、生物科學、醫學、法律、電機工程等專業也均進入世界100強。

## 學院
西澳大學共有9個學院（Faculty），包括以下:
- 建築、地政及視覺藝術學院 （页面存档备份，存于） (Faculty of Architecture, Landscape and Visual Arts)
- 文學、人文及社會學院 （页面存档备份，存于） (Faculty of Arts, Humanities and Social Sciences)
- 經濟及商學院 （页面存档备份，存于） (Faculty of Economics and Commerce (Business School))
- 教育學院 （页面存档备份，存于） (Faculty of Education)
- 工程、電腦及數學院 （页面存档备份，存于） (Faculty of Engineering, Computing and Mathematics)
- 法學院 （页面存档备份，存于） (Faculty of Law)
- 生命及物理學院 （页面存档备份，存于） (Faculty of Life and Physical Sciences)
- 醫學、牙醫學及健康科學院 (Faculty of Medicine, Dentistry and Health Sciences)
- 自然及農學院 （页面存档备份，存于） (Faculty of Natural and Agricultural Sciences)

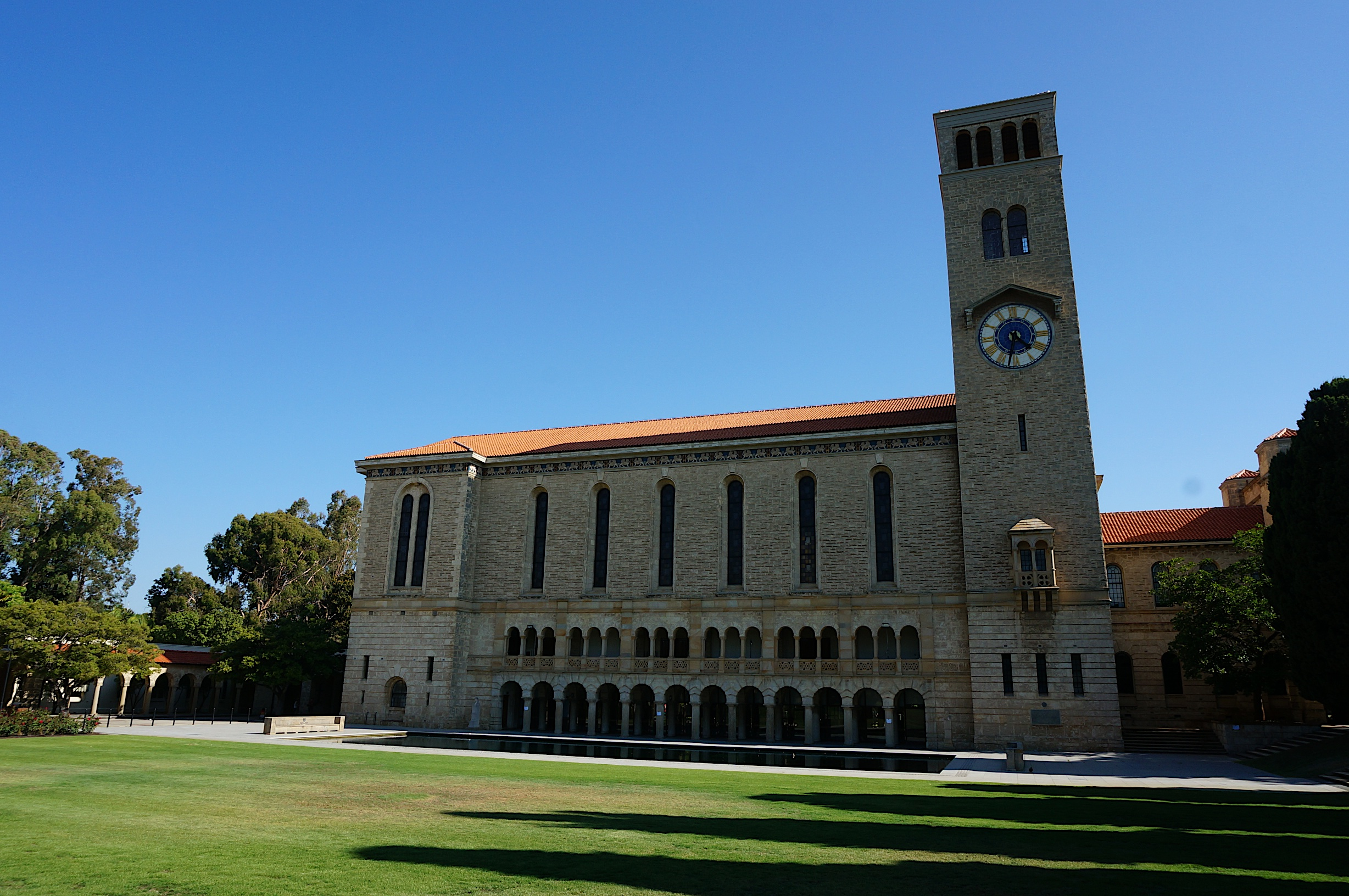
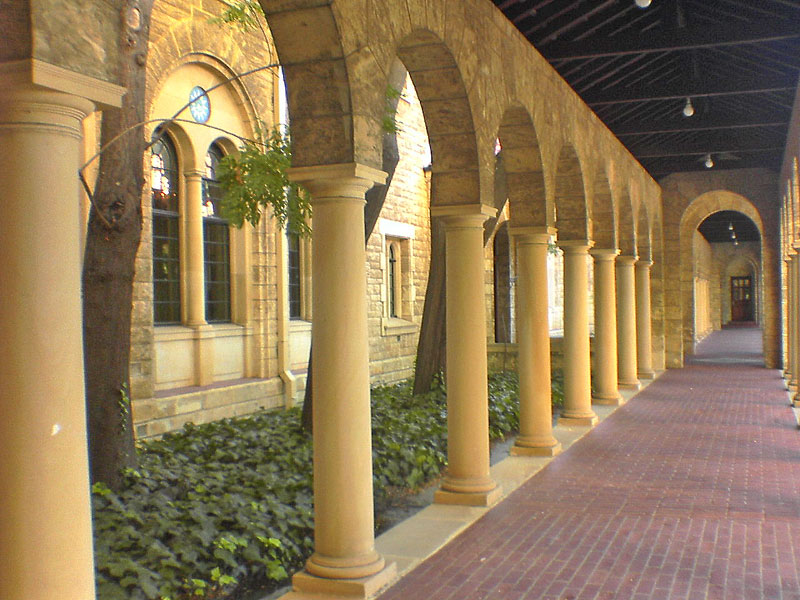
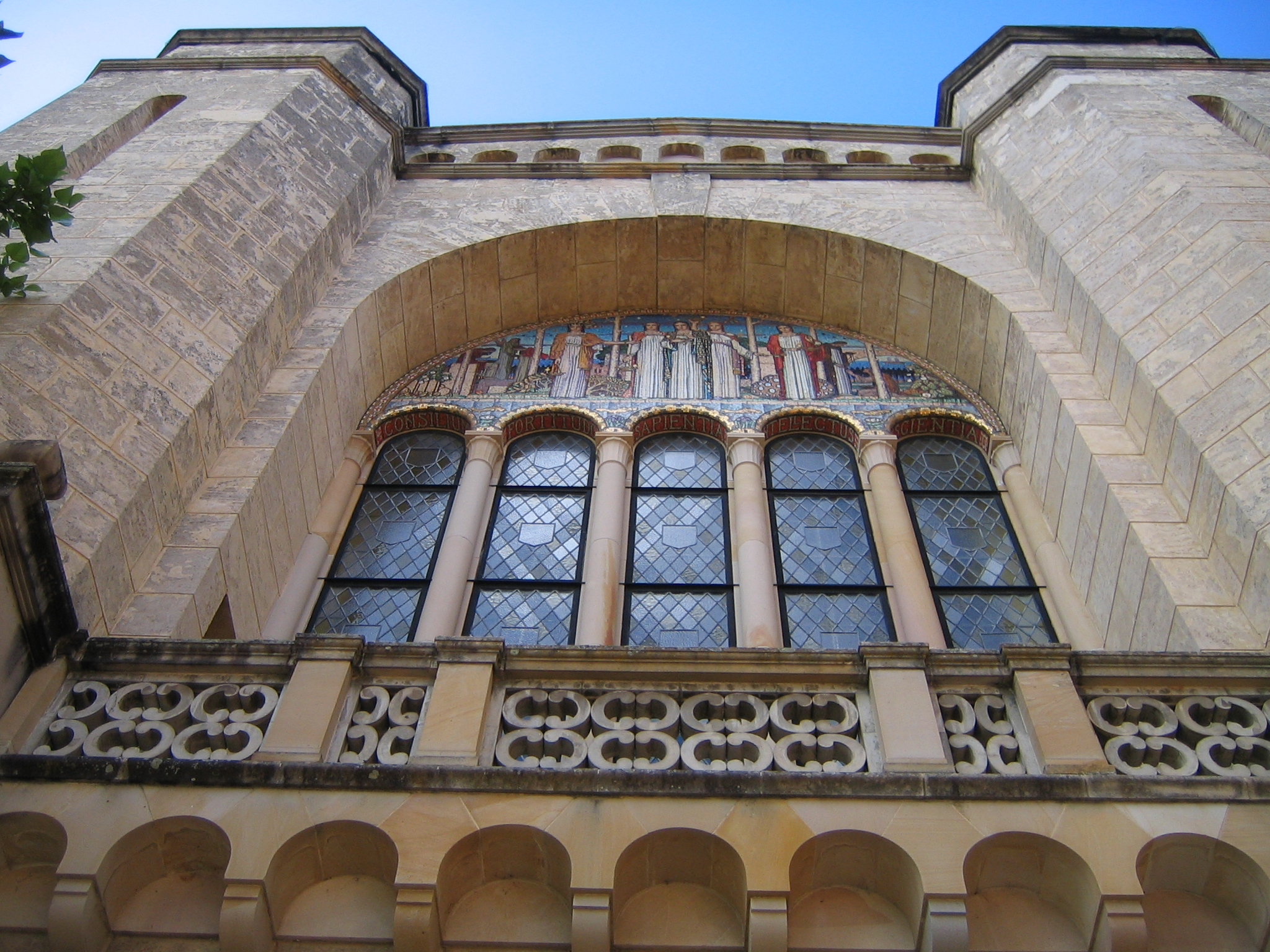
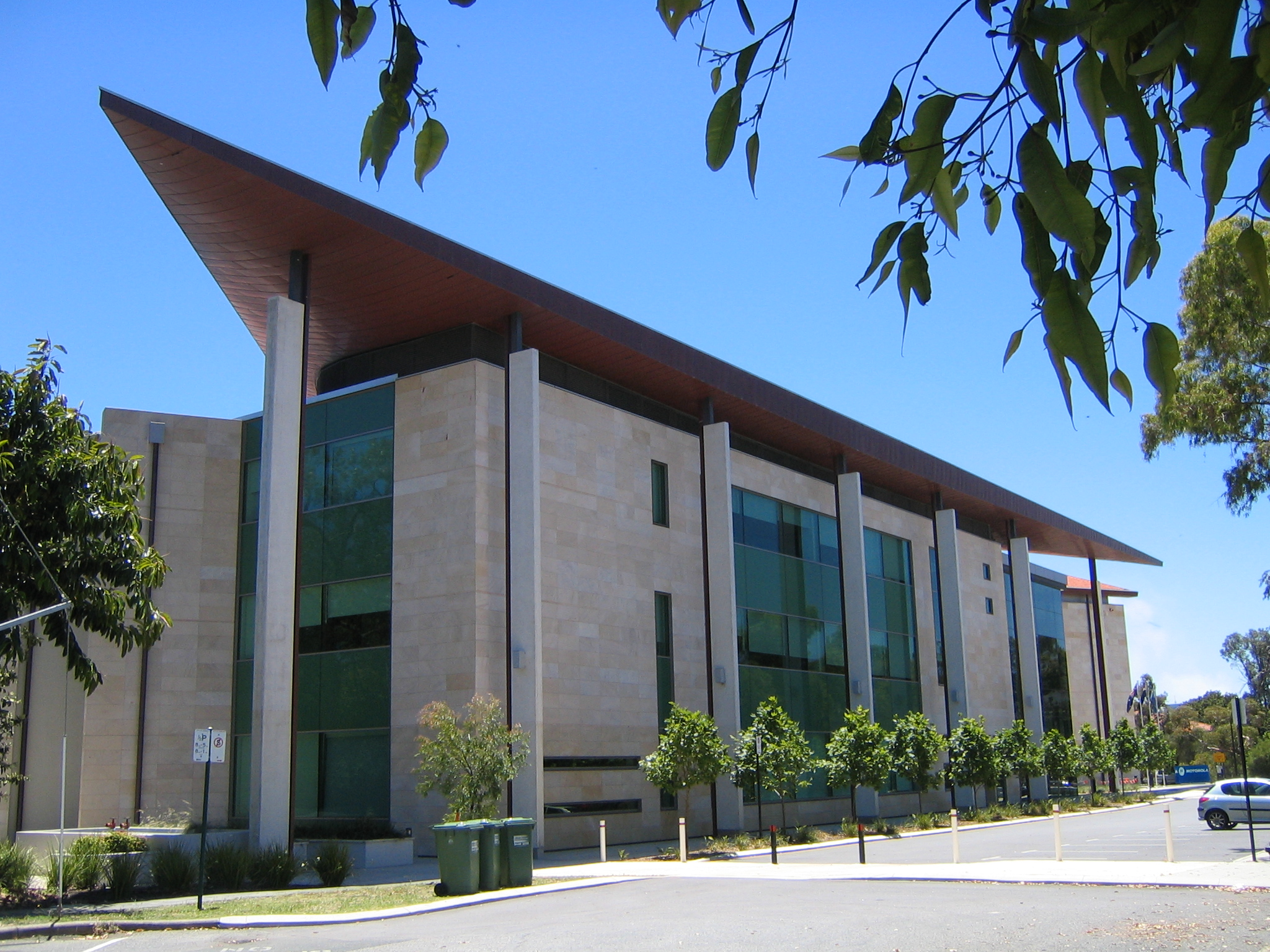
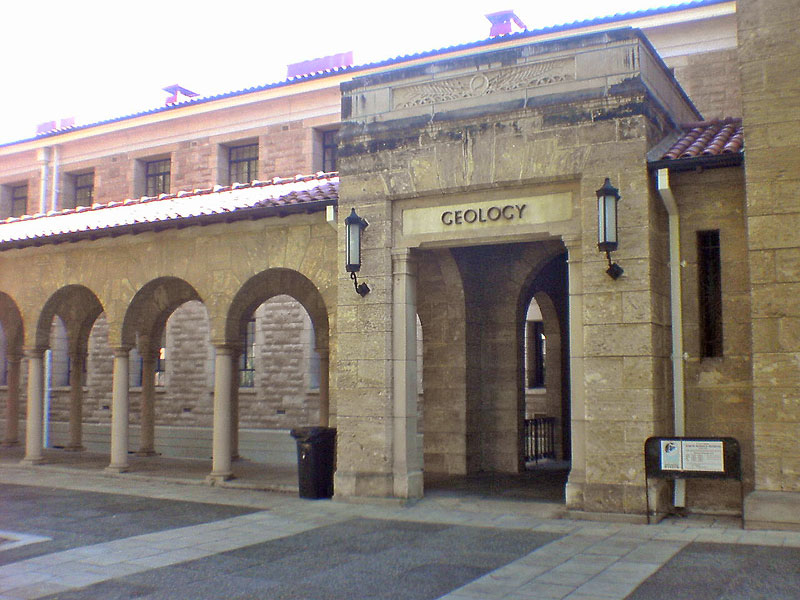
North entrance to the Geology building
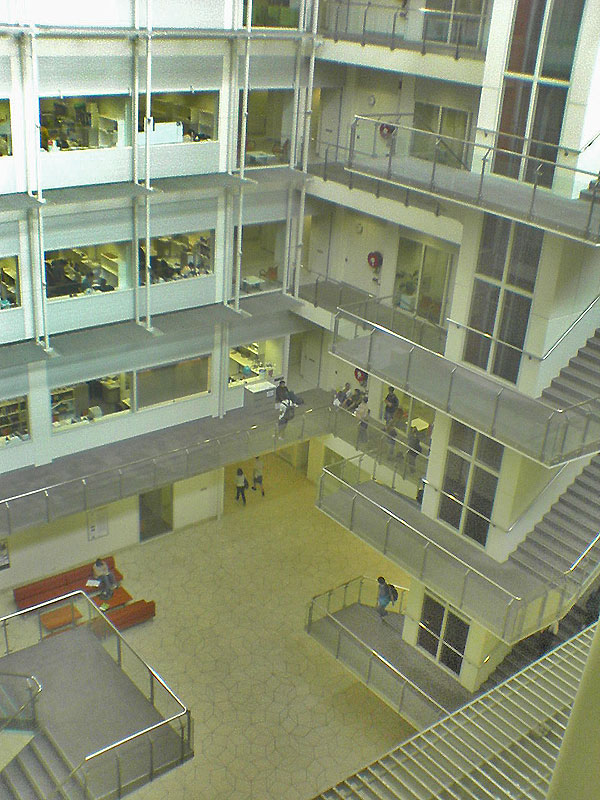
View down from 4th floor of CMS building
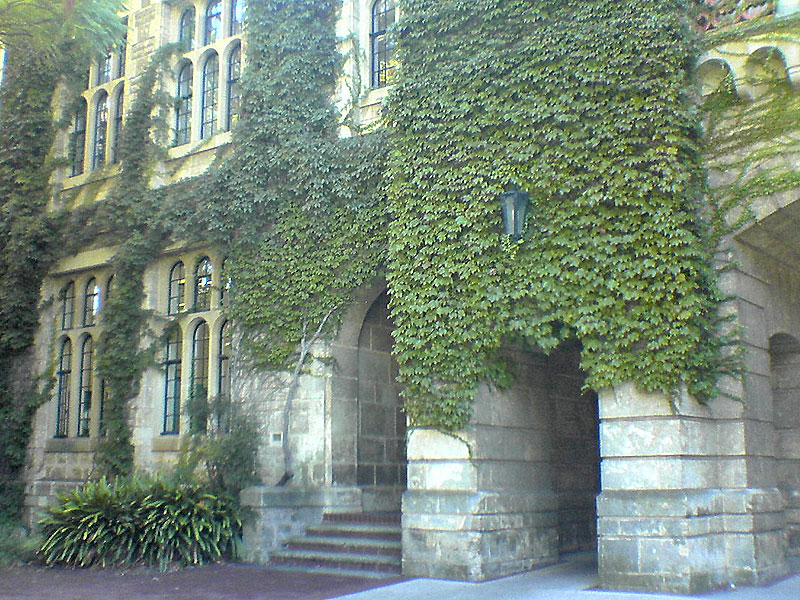
Administration building
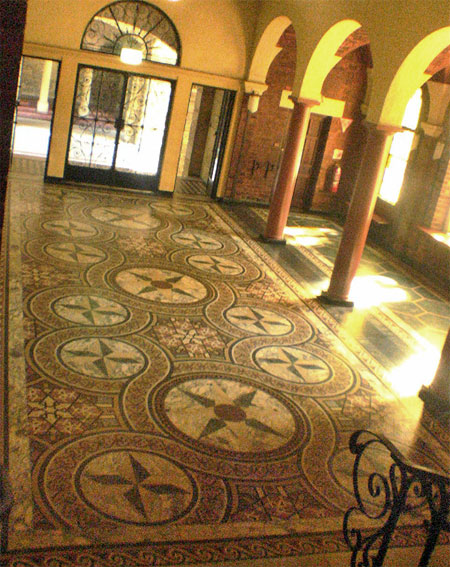
Winthrop Hall foyer

## 圖書館
西澳大學擁有六個學術性圖書館，分別是Reid Library（綜合圖書館）, Barry J Marshall Library（科學系圖書館）, Beasley Law Library（法學院與社會科學系圖書館）, J Robin Warren Library （醫學院圖書館）, Education Fine Arts and Architecture (EDFAA) Library（教育係與藝術系圖書館） 和Wigmore Music Library（音樂系圖書館）。
圖書館總計有超過四千個學習桌椅，近千台學生台式電腦以及近百個功能學習室。圖書館藏有數以萬計的書冊以及豐富的電子資料庫。圖書館的搜尋引擎One Search可以查閱世界各地的電子學術資料。 西澳大學圖書館的珍貴書籍收藏中有一些稀世珍品，如：1478年出版的拉丁文《聖經》封面用木板金屬環裝訂的，還有幾件從16-17世紀的珍貴地圖，其中一張有澳大利亞、亞洲及太平洋地圖。